# Devonté Hynes
Pour les articles homonymes, voir Hynes et Blood Orange.
Devonté « Dev » Hynes, né David Joseph Michael Hynes, le 23 décembre 1985, connu également sous les noms de scène de Blood Orange et Lightspeed Champion, est un auteur-compositeur, chanteur, danseur et producteur britannique.

## Biographie

### Test Icicles
De leur formation en 2004 jusqu'à leur séparation en 2006, Hynes est membre du groupe de Dance-punk, Test Icicles (en), dans lequel il joue de la guitare, du synthétiseur et chante occasionnellement. Le groupe a publié un seul et unique album For Screening Purposes Only, le 31 octobre 2005.

### Lightspeed Champion
Le nom de Lightspeed Champion vient d'une série de comic strips que Hynes dessinait, adolescent dans ses livres de mathématiques. Hynes a été élu 49e coolest person in rock au NME's 2007 Cool List. Falling Off The Lavender Bridge, son premier album a été enregistré à Omaha (Nebraska) avec le producteur Mike Mogis. De nombreux musiciens d'Omaha ont participé à l'enregistrement : Mogis lui-même, le pianiste et trompettiste Nate Walcott, Clark Baechle, batteur du groupe The Faint et la chanteuse Emmy The Great - et enfin des membres des groupes Cursive et Tilly And The Wall. L'album est sorti le 21 janvier 2008. Le premier single de l'album, Galaxy of the Lost, est lui publié le 30 juillet 2007. Hynes a également enregistré un grand nombre de bootlegs et d'albums non officiels, disponibles sur son blog et sa page MySpace.
Le groupe qui l'accompagne en tournée est constitué d'amis de Dev Hynes, notamment Florence de Florence and the Machine, Martin, aka The Train Chronicles et la chanteuse britannique Emmy the Great. Selon le NME, Mike Siddell, ancien membre du groupe Hope of the States, joue du violon et Ryan Barkataki, ancien membre du groupe Snow White, joue de la batterie au sein du line-up actuel. D'autres invités ont contribué à certaines prestations, par exemple Faris Rotter du groupe The Horrors, Jack Peñate et Eugene McGuinness. Durant l'été 2007, le groupe a fait la première partie de Bright Eyes et Final Fantasy en tournée, avant de commencer leur propre tournée en septembre. En Automne 2007, Dev a fait la première partie, en solo, de la tournée britannique de Patrick Wolf et Good Shoes.

### Blood Orange
Sous le pseudonyme de Blood Orange, il sort son troisième album studio, Coastal Grooves, le 8 août 2011 ; son quatrième album studio, Cupid Deluxe, le 18 novembre 2013 ; son cinquième album studio, Freetown Sound, le 28 juin 2016 ; et son sixième album studio, Negro Swan, le 24 août 2018.
Toujours sous ce pseudonyme, Devonté Hynes sort Angel's Pulse, sa deuxième mixtape, le 12 juillet 2019.

### Collaborations et productions
Entre ses différents albums et enregistrements, il collabore notamment avec divers artistes de la scène musicale, tels que Mariah Carey, Solange, FKA twigs, Tinashe, Sky Ferreira, Florence and the Machine, Carly Rae Jepsen, Diana Vickers et The Chemical Brothers pour leur album We Are the Night, vainqueur d'un Grammy Award en 2007. Il est actuellement sous contrat avec le label indépendant anglais, Domino Recording Company.
En 2012, il co-écrit et co-réalise le Ep True de Solange Knowles.
En 2021, il chante sur deux titres de l'album Glow On du groupe de punk hardcore américain Turnstile.
En 2022, il compose une symphonie pour Naked Blue, un film de 17 minutes réalisé par Mati Diop et Manon Lutanie.

## Discographie

### Sous le nom de Lightspeed Champion

#### Albums studio
- Falling Off the Lavender Bridge
- Life Is Sweet! Nice to Meet You

#### Singles et EP
- How Do You Do?/In My Dreams, Split single avec Whirlwind Heat, 8 janvier, 2007
- Galaxy of the Lost, 16 juillet 2007, (Domino Records)
- Midnight Surprise, 15 octobre 2007, (Domino Records)
- Tell Me What It's Worth, 14 janvier 2008, (Domino Records)
- Bad Covers EP 2007
- Nimrod 2007
- I Wrote And Recorded This In Less Than Five Hours 2007

### Sous le nom de Blood Orange

#### Albums studio
- Coastal Grooves (2011)
- Cupid Deluxe (2013)
- Freetown Sound (2016)
- Negro Swan (2018)